# (2688) Halley
(2688) Halley (1982 HG1) – planetoida z pasa głównego asteroid okrążająca Słońce w ciągu 5,64 lat w średniej odległości 3,17 j.a. Odkryta 25 kwietnia 1982 roku.